# Холе-Фельс
Холе-Фельс, Холефельс, Холер-Фельс, (нем. der Hohle Fels, Hohler Fels, Hohlefels), или же Холер-Штайн, (нем. Hohler Stein) — карстовая пещера в Швабском Альбе. Находится на расстоянии около 1 км от центра города Шельклинген.
Вход в пещеру расположен на высоте 534 метра над уровнем моря. Пещера состоит из коридора длиной около 15 метров и следующего за ним зала площадью 500 м² и вместимостью 6000 м³. Это одна из крупнейших пещер юга Германии. Начиная с 1870 гг. в пещере проводились раскопки, в ходе которых обнаружено большое количество артефактов эпохи верхнего палеолита и относящихся к тому же периоду останков животных.
К наиболее впечатляющим находкам в пещере относится небольшая статуэтка из слоновой кости, изображающая водоплавающую птицу, обнаруженная в 2002 г. и датируемая около 35 000 лет назад. Команда археологов Тюбингенского университета опубликовала сообщение о находках 18 декабря 2003 г. в журнале Nature. Помимо данной статуэтки, в пещере были обнаружены изображение лошадиной головы из кости мамонта, фрагмент извести с точечным рисунком мадленской эпохи, а в 2005 г. — предмет из кремня, интерпретированный как фаллический символ.
В 2008 г. в пещере была обнаружена полая кость сипа (Gyps fulvus) с отверстиями, предположительно служившая флейтой эпохи ориньяка, около 35 000 г. до н. э. Ещё два обломка доисторических флейт (флейты 2 и 3) были изготовлены из кости мамонта, вероятно, по той же технологии, что и флейта 3 из пещеры Гайсенклёстерле.
8 мая 2009 года было опубликовано сообщение о том, что в 2008 году группа археологов под руководством Николаса Конарда в слое V (старый ориньяк) была обнаружена небольшая статуэтка в виде женщины, похожая на ранее известную Венеру Виллендорфскую. Эта «Венера из Холе-Фельс» датируется временем не менее 35 000 лет назад и таким образом является одной из древнейших, если не самой древней «палеолитической Венерой». Из близлежащей пещеры Гайсенклёстерле близ города Блаубойрен происходит древнейшее изображение человека.
В августе 2015 года в слое Va было найдено сделанное из бивня мамонта приспособление (так называемый «жезл начальника») длиной 20,4 см с четырьмя дырками 7 и 9 мм в диаметре, обрамлёнными глубокими чёткими спиральными нарезками, использовавшееся для изготовления верёвки из растительных материалов.
У представителя мадленской культуры Hohle Fels 49, жившего в Холе-Фельс ок. 15 тыс. л. н. была обнаружена Y-хромосомная гаплогруппа I (субклад I2) и митохондриальная гаплогруппа U8a. У образца Hohle Fels 10/79 определили Y-хромосомную гаплогруппу I2a1a и митохондриальную гаплогруппу U8a.
К среднему палеолиту относится листовидный каменный наконечник для деревянного копья, найденный в пещере Полая скала (Hohle Fels) под слоем, датируемым возрастом более чем 65 тыс. лет назад. Пещерные отложения насчитывают 18 слоёв. В десятом слое (AH X), датируемом методом электронного парамагнитного резонанса возрастом около 65 тыс. лет, нашли шесть костей птиц с порезами, сделанным каменными орудиями.